# Mbre
Pour les articles homonymes, voir Pere.
Le pere ou mbre est une langue nigéro-congolaise parlée dans le centre nord de la Côte d'Ivoire dans le village de Bondosso, par un petit nombre de personnes à Niantibo et jusqu’à récemment à Kouakoudougou, près de la ville de Tiéningboué dans la région du Béré dans le district du Woroba.
La plupart des locuteurs pere parlent le koro quotidiennement.